# Strobilanthes inflatus
Strobilanthes inflatus är en akantusväxtart som beskrevs av T. Anders.. Strobilanthes inflatus ingår i släktet Strobilanthes och familjen akantusväxter.

## Underarter
Arten delas in i följande underarter:
- S. i. aenobarba
- S. i. gongshanensis